# Fáisal bin Abdulaziz
Fáisal bin Abdulaziz (Riad, 14 de abril de 1906 - 25 de marzo de 1975), cuyo nombre completo es Fáisal ibn Abd ul-Aziz Al Saúd (en árabe: فيصل بن عبدالعزيز آل سعود), fue rey de Arabia Saudí entre 1964 y 1975. Se le atribuye el saneamiento de la economía saudí, así como la aplicación de una política interna de modernización y reformas, mientras que sus principales temas de política exterior fueron el panislamismo, el anticomunismo y el antisionismo.

## Biografía
Fáisal Faisal bin Abdulaziz nació en Riad el 14 de abril de 1906. Fue el tercer hijo del fundador de la Arabia Saudita, Abdulaziz bin Saúd y de Tarfa bint Abdulah bin Abdulatif Al Sheij, descendiente de Muhámmad ibn Abd-al-Wahhab, e hijo de uno de los principales maestros religiosos y asesores sauditas.
Abdulaziz delegó numerosas responsabilidades en Fáisal durante su intento de consolidar el control de Arabia. En 1925 Fáisal, al mando de un ejército de leales saudita, consiguió una victoria decisiva en Hiyaz, por lo que fue nombrado gobernador. Después de que el nuevo reino saudita se formalizara en 1932, Fáisal recibió el cargo de Ministro de Relaciones Exteriores, cargo que siguió manteniendo hasta su muerte, incluso durante su reinado. Fáisal también estuvo al mando de una sección de las fuerzas de la República que participaron en la guerra del Yemen, la Arabia Saudita de 1934.
Al ser nombrado rey su hermano Saúd bin Abdulaziz, Fáisal fue nombrado primer ministro, dimitiendo en 1960 por desacuerdos con la política económica de Saúd, cargo al que regresó en 1962. Fáisal consideraba a Saúd un despilfarrador, que gastaba los ingresos del petróleo en lujos y caprichos. En 1962 Fáisal formó un gabinete en ausencia del rey, que había ido al extranjero para recibir tratamiento médico. Incluyó en el gobierno a sus hermanastros Fahd y Sultán, excluyendo a los hijos de Saúd. Prometió una reforma de diez puntos que incluía la redacción de una ley básica, la supresión de la esclavitud y el establecimiento de un consejo judicial. A su regreso Saúd rechazó el nuevo acuerdo, pero Fáisal ordenó la movilización de la Guardia Nacional contra el rey. Con el arbitraje de los ulemas, y la presión de los miembros de la familia real, Saúd abdicó el 28 de marzo de 1964. Fáisal fue nombrado rey. Abolió el cargo de primer ministro y, por tanto, se convirtió en gobernante absoluto.

## Reinado
Después de su coronación, Fáisal todavía consideraba el restablecimiento de las finanzas del país como su principal prioridad. Siguió aplicando una política financiera conservadora durante los primeros años de su reinado, logrando finalmente su objetivo de equilibrar el presupuesto del país ayudado por un aumento en la producción de petróleo. 
También se embarcó en un proyecto de modernización que abarcaba gran parte del reino y en el que participaban diversas instituciones del sector público. El apogeo de sus logros en la modernización del reino fue el establecimiento de un sistema judicial, un proyecto ejecutado por el abogado y juez internacional Zafer Moussly, exministro sirio de Justicia.
La mejora de la situación financiera permitió a Fáisal llevar a cabo varias reformas y proyectos de modernización. Estableció varias universidades y amplió otras, y envió un gran número de estudiantes a universidades extranjeras, especialmente a los Estados Unidos. Estos estudiantes son los que más tarde formarían el núcleo de la administración pública saudita.
Durante su reinado se crearon muchos de los ministerios del país, organismos gubernamentales y programas de bienestar, y se realizó una gran inversión en infraestructuras. 
Asimismo, presentó políticas sociales, como los subsidios agrícolas e industriales, que fueron desarrolladas posteriormente por sus sucesores, Jálid y Fahd. Fáisal también organizó el sistema actual de regiones administrativas, y sentó las bases de un moderno sistema de bienestar. En 1970 creó el Ministerio de Justicia y el país inauguró el primer "plan quinquenal" para el desarrollo económico.
Las emisiones de televisión comenzaron oficialmente en 1965. En 1966, un sobrino especialmente conservador de Fáisal atacó la recién creada sede de la televisión saudí, pero fue detenido y muerto por el personal de seguridad. El atacante era hermano del futuro asesino de Fáisal, y el incidente es el motivo del asesinato más ampliamente aceptado. A pesar de la oposición de los conservadores saudíes a sus reformas, Fáisal continuó con ellas, asegurándose de ajustarlas a términos islámicos. 
En las décadas de 1950 y 1960 se vieron muchos golpes de estado en la región. Fáisal se comprometió a construir un sofisticado aparato de seguridad y reprimió con firmeza la disidencia. Como en todos los asuntos, Fáisal justificaba esas políticas en términos islámicos. A comienzos de su reinado, cuando se enfrentan por la exigencia de una constitución escrita para el país, Fáisal respondió que nuestra constitución es el Corán. En 1969 Fáisal ordenó la detención de cientos de oficiales del ejército, entre ellos algunos generales, basándose en un golpe militar que se estaba planeando. Las detenciones fueron posibles por la denuncia de la CIA, pero no está claro si la amenaza era realmente grave. 
Recibió protestas por la prohibición de formar sindicatos, pero a cambio amplió la política laboral proporcionando la máxima seguridad en el empleo para la mano de obra saudita. Organizó también pensiones y programas de seguridad social para los trabajadores, a pesar de las objeciones de algunos ulemas.

## Relaciones exteriores

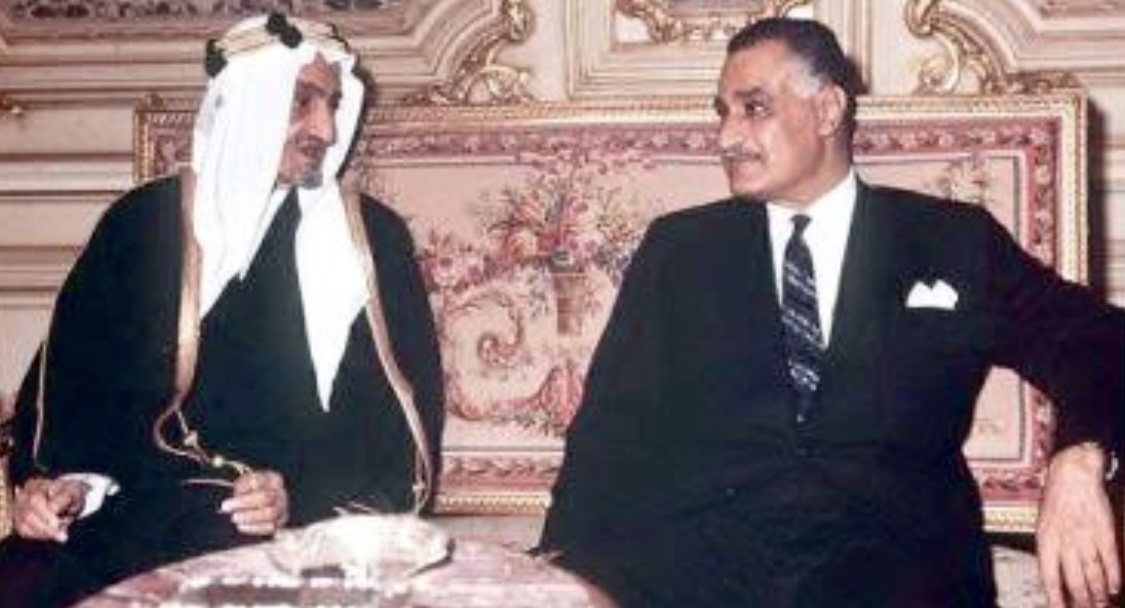
Fáisal y Gamal Abdel Nasser en El Cairo, 1969

Fáisal continuó con la política de alianza con Estados Unidos, y declaró la incompatibilidad entre islamismo y comunismo.
Fáisal también apoyó los movimientos monárquicos y conservador en el mundo árabe, y trató de contrarrestar la influencia del socialismo y el nacionalismo en la región mediante la promoción del panislamismo como una alternativa. Para ello, abogó por el establecimiento la Liga Mundial, y visitó varios países musulmanes para defender la idea.

## Muerte
El 25 de marzo de 1975, Fáisal fue asesinado por su sobrino Fáisal bin Musa'id. El asesinato ocurrió en un majlis, (en árabe, lugar para sentarse) un evento en el que el rey o gobernador abre su residencia a los ciudadanos y recibe sus peticiones. El motivo aducido fue la venganza por su hermano, que había muerto a manos de miembros de la Fuerza de Defensa de Arabia Saudí mientras participaba en una manifestación en 1965. El príncipe Fáisal Bin Musa'id fue capturado inmediatamente después del ataque y declarado oficialmente loco. Más tarde fue declarado culpable de regicidio, y en junio de 1975 fue decapitado en la plaza pública de Riad.
Fáisal fue enterrado en Riad, y fue sucedido por su hermano (de padre), Jálid.

## Títulos y tratamientos
Esta tabla aún no está actualizada. Puedes contribuir aportando información sobre títulos y tratamientos de esta persona.

## Distinciones honoríficas

### Distinciones honoríficas saudíes
- Soberano Gran maestre (y fundador) de la Orden del Rey Abdulaziz (20/03/1971).

### Distinciones honoríficas extranjeras
- Caballero gran cordón de la Orden de la Estrella de Jordania (Reino Hachemita de Jordania).
- Gran cruz de la Orden del Mérito Civil (Estado español, 01/04/1952).[20]
- Collar de la Orden del Mérito Civil (Estado español, 15/06/1966).[21]
- Real Cadena Victoriana (Reino Unido, 05/1967).[22]
- Caballero gran cordón de la Orden al Mérito de la República Italiana (República Italiana, 08/06/1973).[23]

## Ancestros
|  |                                                            |  |  |  |  |  |  |  |  |  |  |  |  |  |  |  |
|  | 16. Turki bin Abdulah bin Muhámmad                         |  |  |  |  |  |  |  |  |  |  |  |  |  |  |  |
|  |                                                            |  |  |  |  |  |  |  |  |  |  |  |  |  |  |  |
|  |                                                            |  |  |  |  |  |  |  |  |  |  |  |  |  |  |  |
|  | 8. Fáisal bin Turki bin Abdulah Al-Saúd                    |  |  |  |  |  |  |  |  |  |  |  |  |  |  |  |
|  |                                                            |  |  |  |  |  |  |  |  |  |  |  |  |  |  |  |
|  |                                                            |  |  |  |  |  |  |  |  |  |  |  |  |  |  |  |
|  | 17. Hia bint Hamad bin Alí Al Faqih Angari Tamimi          |  |  |  |  |  |  |  |  |  |  |  |  |  |  |  |
|  |                                                            |  |  |  |  |  |  |  |  |  |  |  |  |  |  |  |
|  |                                                            |  |  |  |  |  |  |  |  |  |  |  |  |  |  |  |
|  | 4. Abdulrahman bin Fáisal                                  |  |  |  |  |  |  |  |  |  |  |  |  |  |  |  |
|  |                                                            |  |  |  |  |  |  |  |  |  |  |  |  |  |  |  |
|  |                                                            |  |  |  |  |  |  |  |  |  |  |  |  |  |  |  |
|  | 18. Mishari bin Abdulrahman bin Hasan bin Mishari bin Saúd |  |  |  |  |  |  |  |  |  |  |  |  |  |  |  |
|  |                                                            |  |  |  |  |  |  |  |  |  |  |  |  |  |  |  |
|  |                                                            |  |  |  |  |  |  |  |  |  |  |  |  |  |  |  |
|  | 9. Sarah bint Mishari bin Abdulrahman bin Hasan Al Saúd    |  |  |  |  |  |  |  |  |  |  |  |  |  |  |  |
|  |                                                            |  |  |  |  |  |  |  |  |  |  |  |  |  |  |  |
|  |                                                            |  |  |  |  |  |  |  |  |  |  |  |  |  |  |  |
|  | 2. Ibn Saúd                                                |  |  |  |  |  |  |  |  |  |  |  |  |  |  |  |
|  |                                                            |  |  |  |  |  |  |  |  |  |  |  |  |  |  |  |
|  |                                                            |  |  |  |  |  |  |  |  |  |  |  |  |  |  |  |
|  | 20. Mohámmed bin Turki bin Suleimán Al Sudairi             |  |  |  |  |  |  |  |  |  |  |  |  |  |  |  |
|  |                                                            |  |  |  |  |  |  |  |  |  |  |  |  |  |  |  |
|  |                                                            |  |  |  |  |  |  |  |  |  |  |  |  |  |  |  |
|  | 10. Áhmed Al Kabir bin Mohámmed bin Turki Al Sudairi       |  |  |  |  |  |  |  |  |  |  |  |  |  |  |  |
|  |                                                            |  |  |  |  |  |  |  |  |  |  |  |  |  |  |  |
|  |                                                            |  |  |  |  |  |  |  |  |  |  |  |  |  |  |  |
|  | 5. Sarah bint Áhmed Al Kabir bin Mohámmed Al Sudairi       |  |  |  |  |  |  |  |  |  |  |  |  |  |  |  |
|  |                                                            |  |  |  |  |  |  |  |  |  |  |  |  |  |  |  |
|  |                                                            |  |  |  |  |  |  |  |  |  |  |  |  |  |  |  |
|  | 1. Fáisal de Arabia Saudita                                |  |  |  |  |  |  |  |  |  |  |  |  |  |  |  |
|  |                                                            |  |  |  |  |  |  |  |  |  |  |  |  |  |  |  |
|  |                                                            |  |  |  |  |  |  |  |  |  |  |  |  |  |  |  |
|  | 12. Abdulatif Al Sheij                                     |  |  |  |  |  |  |  |  |  |  |  |  |  |  |  |
|  |                                                            |  |  |  |  |  |  |  |  |  |  |  |  |  |  |  |
|  |                                                            |  |  |  |  |  |  |  |  |  |  |  |  |  |  |  |
|  | 6. Abdulah bin Abdulatif Al Sheij                          |  |  |  |  |  |  |  |  |  |  |  |  |  |  |  |
|  |                                                            |  |  |  |  |  |  |  |  |  |  |  |  |  |  |  |
|  |                                                            |  |  |  |  |  |  |  |  |  |  |  |  |  |  |  |
|  | 3. Tarfa bint Abdulah bin Abdulatif Al Sheij               |  |  |  |  |  |  |  |  |  |  |  |  |  |  |  |
|  |                                                            |  |  |  |  |  |  |  |  |  |  |  |  |  |  |  |
|  |                                                            |  |  |  |  |  |  |  |  |  |  |  |  |  |  |  |

| Predecesor: Saúd bin Abdulaziz | Rey de Arabia Saudita 1964 - 1975 | Sucesor: Jálid bin Abdulaziz |

### Citas
1. 1 2 3 4  Faisal ibn Abd al Aziz ibn Saud Summary (en inglés). Consultado el 24 de marzo de 2025.
2. ↑  TIME (7 de abril de 1975). «Special Section: KING FAISAL: OH, WEALTH AND POWER». TIME (en inglés). Consultado el 24 de marzo de 2025.
3. ↑  Kheirallah, George (1952). Arabia Reborn (en inglés). University of New Mexico Press. Consultado el 24 de marzo de 2025.
4. ↑  «Kingdom Kings». web.archive.org. 22 de octubre de 2012. Consultado el 24 de marzo de 2025.
5. ↑  Mouline, Nabil (4 de marzo de 2010). «Pouvoir et transition générationnelle en Arabie Saoudite:». Critique internationale. n° 46 (1): 125-146. ISSN 1290-7839. doi:10.3917/crii.046.0125. Consultado el 24 de marzo de 2025.
6. ↑  Chai, Winberg (22 de septiembre de 2006). Saudi Arabia: A Modern Reader (en inglés). University Press. ISBN 978-0-88093-859-4. Consultado el 24 de marzo de 2025.
7. ↑  Winder, R. Bayly. Fayṣal b. ʿAbd al- ʿAzīz b. ʿAbd al- Raḥman āl Suʿūd (ca. 1323–95/ca. 1906–75). Encyclopaedia of Islam. Ed. Brill, 2007.
8. ↑  «MOFA KSA || وزارة الخارجية المملكة العربية السعودية». www.mofa.gov.sa. Consultado el 24 de marzo de 2025.
9. ↑  Al-Ahram Weekly Online, nº 681.
10. 1 2  «King Faisal - LookLex Encyclopaedia». web.archive.org. 12 de octubre de 2017. Consultado el 24 de marzo de 2025.
11. ↑  Wynbrandt, James; Gerges, Fawaz A. (2010). A brief history of Saudi Arabia (Second edition edición). Checkmark Books, an imprint of Infobase Publishing. ISBN 978-0-8160-7876-9. Consultado el 24 de marzo de 2025.
12. ↑  «Saud Stripped of Power; Faisal Takes Full Control». The New York Times (en inglés estadounidense). 29 de marzo de 1964. ISSN 0362-4331. Consultado el 24 de marzo de 2025.
13. ↑  Alrasheed M: op. cit., pág. 114.
14. 1 2  «Al Moqatel - El reinado del rey Faisal bin Abdulaziz Al Saud». web.archive.org. 12 de octubre de 2018. Consultado el 24 de marzo de 2025.
15. 1 2 3  Kostiner, J. al- Suʿūdiyya , al- Mamlaka al- ʿArabiyya: Encyclopaedia of Islam. Ed. Brill Online. 2007
16. ↑  Vassiliev: op. cit., pág. 395.
17. ↑  Vassiliev: op. cit., pág. 371.
18. ↑  Vassiliev: op. cit., pág. 432.
19. ↑  BBC on this day
20. ↑  Boletín Oficial del Estado
21. ↑  Boletín Oficial del Estado
22. ↑  Pinteresa
23. ↑  Sitio web del Quirinal